# Hannover Hauptbahnhof
Hannover Hauptbahnhof is een spoorwegstation in de Duitse plaats Hannover in de deelstaat Nedersaksen. Het station telt ongeveer 250.000 reizigers per dag, waarmee Hannover Hbf het zesde drukste station van Duitsland is. Het is ook de belangrijkste knoop in het regionale treinverkeer van de S-Bahn van Hannover. 
Het knooppuntstation hoort bij de 21 Duitse treinstations van de  eerste stationscategorie. Het station beschikt over zes eilandperrons met twaalf perronsporen en twee doorgangssporen. Dagelijks passeren hier meer dan 620 treinen (stand: 2008); ongeveer 2000 mensen werken hier.

## Geschiedenis

### Eerste station uit 1847

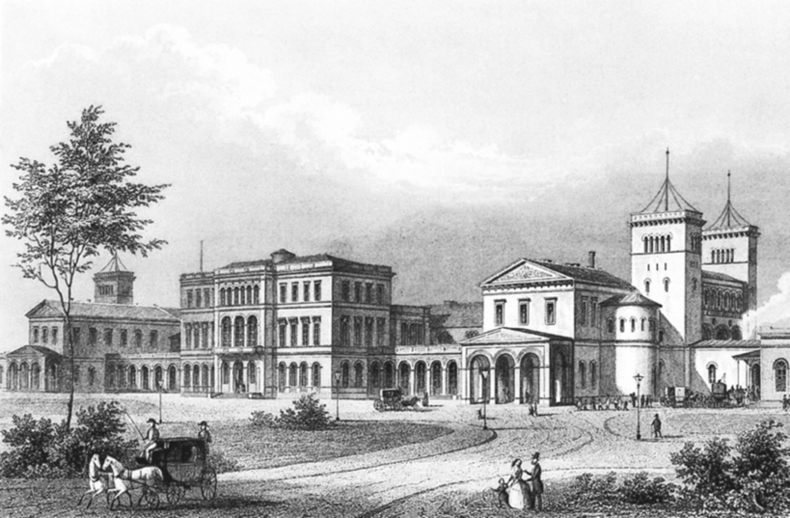
Rond 1850: "Centraal-Station in Hannover"

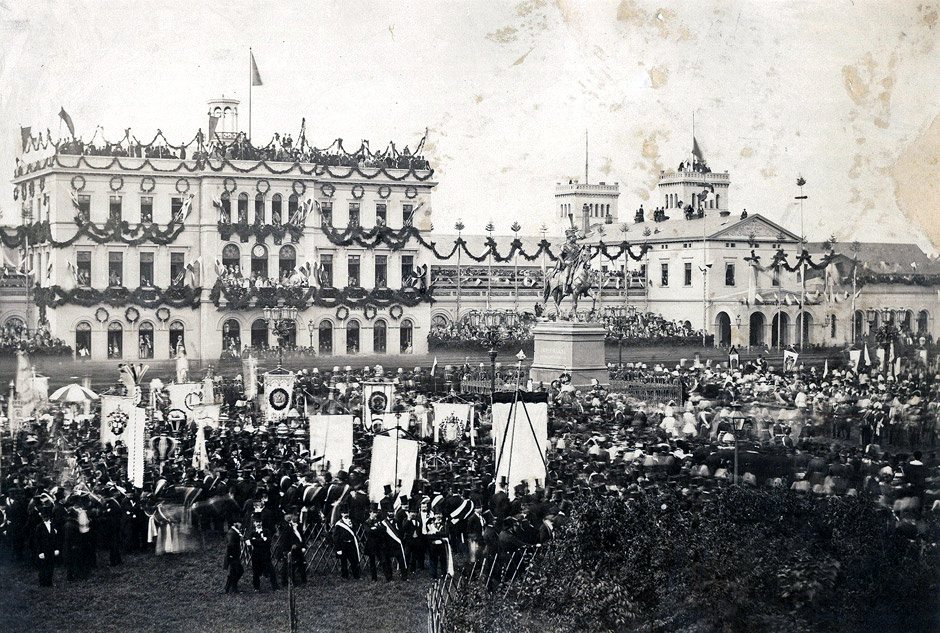
Inhuldiging van het Ernst-August-Monument in 1861

Bij de opening van de eerste spoorlijn naar Lehrte in 1843 werd het station provisorisch ingericht. Bij de aanleg van de spoor hield met rekening met een representatief kopstation, maar men legde een doorgangstation aan en was daarmee de eerste van deze grootte in Duitsland.
Van 1845 tot 1847 werd het gebouw van de eerste "Central-Bahnhof" gebouwd. De architect is onbekend, maar zeker is, dat de vooruitziende stadsbouwmeester August Heinrich Andrae de locatie bepaalde en de Hannoversche hofbouwmeesters Georg Ludwig Friedrich Laves en Ferdinad Schwarz daaraan meegewerkt hebben. Het werd in romantische-neoklassieke stijl ontworpen en als strikt symmetrisch gebouw opgericht. De massieve gevel was geel gepleisterd. Laves plande voor het terrein tussen de Georgstraße en het station een nieuwe wijk, de "Ernst-August-Stadt". Uit meerdere richtingen kwamen de straten uit op het omvangrijke stationsplein, de "Ernst-August-Platz". 
Op het stationsgebouw sloot een houten perronoverkapping aan, die twee sporen overspande. Dat was in het begin voor het treinverkeer voldoende, toen de nog korte treinen naar het oosten en westen vanaf hetzelfde perron konden vertrekken. Doorgaand treinverkeer was er toen nog niet. De eerste doorgaande trein reed op 1 mei 1851 tussen Berlijn en Keulen (toen nog "Cöln"). Tegenover het stationsgebouw werd de eerste werkplaats gebouwd. In 1853 werd na de opening van de eerste zijlijn van de Zuidlijn naar Alfeld, Göttingen en Kassel waardoor het doorgangstation een spoorknooppunt werd. Voor het ontlasten van het station werd in 1868 in Hainholz een rangeerterrein gebouwd. 
Stedenbouwkundig was het station met het steeds meer toenemend verkeer een probleem, omdat de spoorlijn de stad doorsneed. Zo werd in 1873 besloten, de spoorlijn in het stadsgebied 4,5 meter boven maaiveld te leggen. Het oude stationsgebouw werd in 1875 afgebroken. De van 1875 tot 1879 gebouwde spoorlijn werd een voorbeeld voor andere steden, zoals de Stadtbahn van Berlijn. In 1876 werd een stukgoederenstation aan de Weidendamm gebouwd.

### Tweede station uit 1879

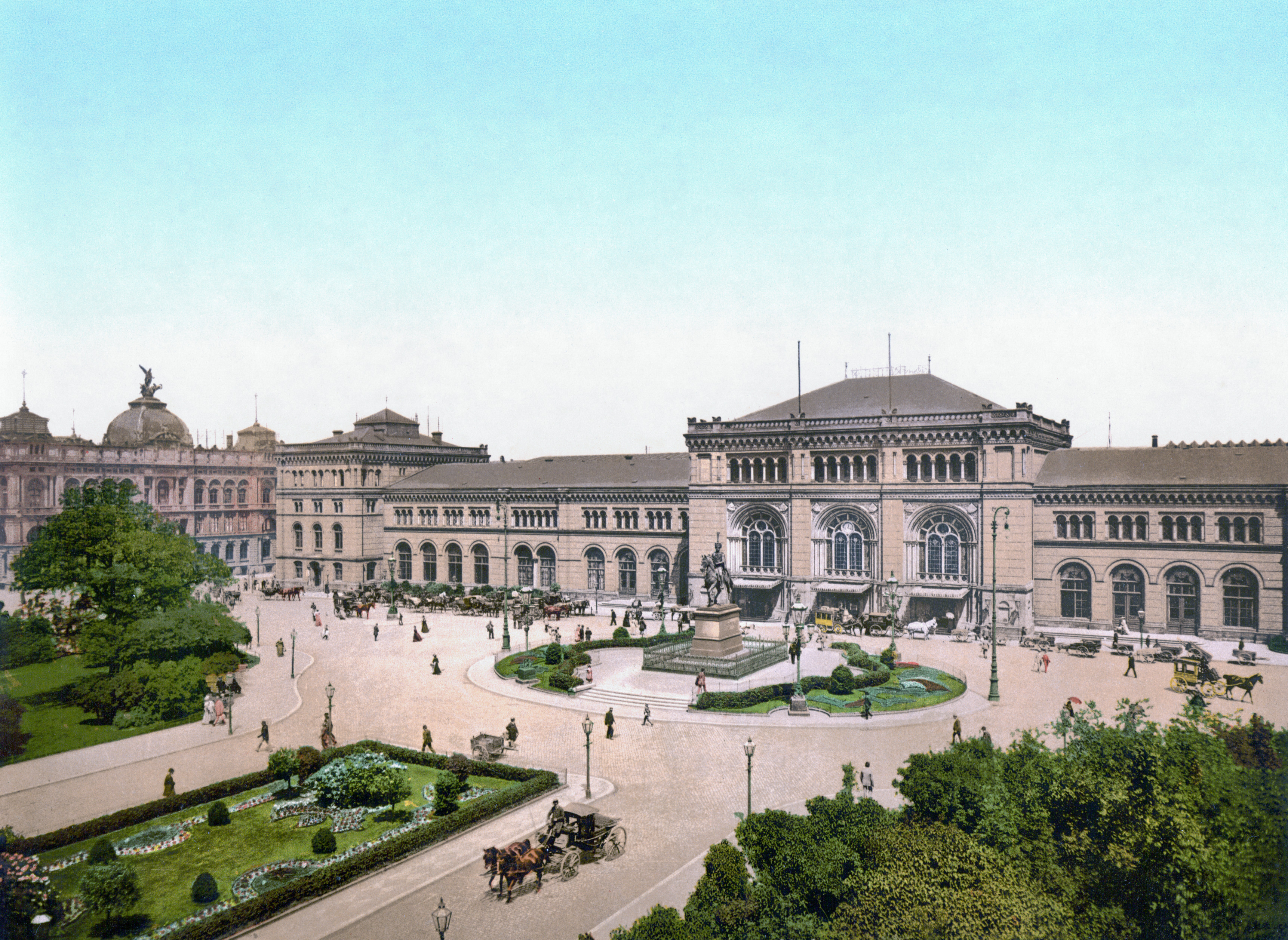
Het hoofdstation rond 1900

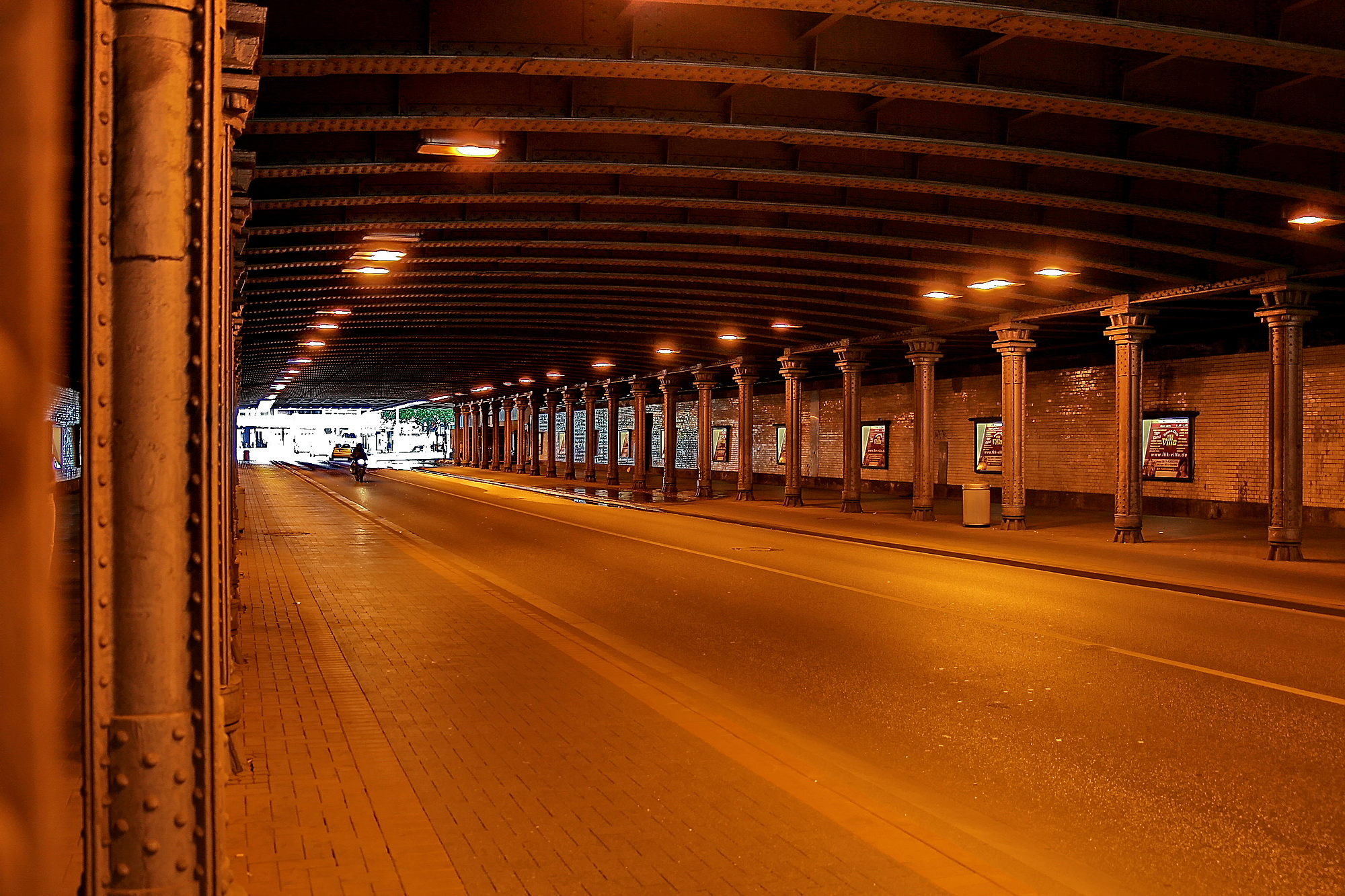
Door het hoger leggen van de sporen ontstonden er onderdoorgangen, deze is in de Alten Celler Heerstraße (2009)

Doordat het eerste stationsgebouw op straatniveau was aangelegd, wat stedelijke ontwikkelingen hinderde, werd de spoorlijn over een lengte van 8 km hoger gelegd. Hierdoor ontstonden er ongelijkvloerse kruisingen. Bovendien kreeg het nieuwe station een langer emplacement. Na voorbereidende werkzaamheden werd vanaf 1873 de werkplaatsen naar Leinhausen en de rangeerterrein naar Hainholz verplaatst. De bouw van de goederenlijn om de stad begon in 1875, die tot vandaag nog bestaat. Het nieuwe stationsgebouw werd door Hubert Stier in de stijl Neorenaissance ontworpen. Het was weer een symmetrisch gebouw met een hoofdhal en twee zijgebouwen, die ieder door een hoekgebouw aangesloten zijn. Het oostelijke hoekgebouw met de "Keizerkamer" kreeg een aparte uitgang. Het bouwwerk werd in gele bakstenen met rode baksteenstrepen en een stadstenenplint uitgevoerd. De vier perrons met zeven perronsporen en twee doorgangsporen werden door twee stationskappen overspannen, ieder een spanwijdte van 37 meter. Na de afbraak van het pas 30 jaar oude gebouw, begon de bouw van het nieuwe station in april 1877. Deze kon na 26 maanden bouwtijd op 22 juni 1879 in gebruik worden genomen. De toegang tot de perrons was mogelijk via drie tunnels, voor bagage en poststukken waren er twee andere tunnels. Het in 1883 gereedgekomen emplacement omvatte zeven perrons en twee doorgangssporen voor goederentreinen. De gebouwde Perron-Ueberdachung bestond uit twee delen met 37 meter spanwijdte en 167,5 meter lang met een tussenruimte voor beide doorgangssporen van 9,25 meter breed. De bouwkosten werd 12,7 miljoen Duitse mark voor het gebouw en 22,5 miljoen mark voor het gehele project.
In 1910 werd een derde stationskap met de sporen 10 en 11 gebouwd. De nieuw kap die uit staal bestond had een spanwijdte van 27,5 meter en een hoogte van 15,3 meter, naar een ontwerp van Baurat Möller. Van bijzonder belang voor de exploitatie voor het treinverkeer naar Hamburg was het gereedkomen van de "Hazenlijn", een al in 1913 geplande zijlijn van de Heidebahn bij Langenhagen via Großburgwedel naar Celle. Vanaf mei 1938 was voor treinen Hamburg - Zuid-Duitsland de omweg via Lehrte niet meer nodig, ook het kopmaken in Hannover kwam te vervallen.
In de zomerdienstregeling van 1938 behandelde het Hoofdstation in totaal 144 aankomende en vertrekkende treinen in de dienstregeling af. Het werd daarmee na de knooppunten  Berlijn, Keulen, Frankfurt am Main evenals de hoofdstations van Leipzig en Duisburg een van de belangrijkste langeafstandsknooppunten voor de Deutsche Reichsbahn.

### Oorlogsschade en wederopbouw

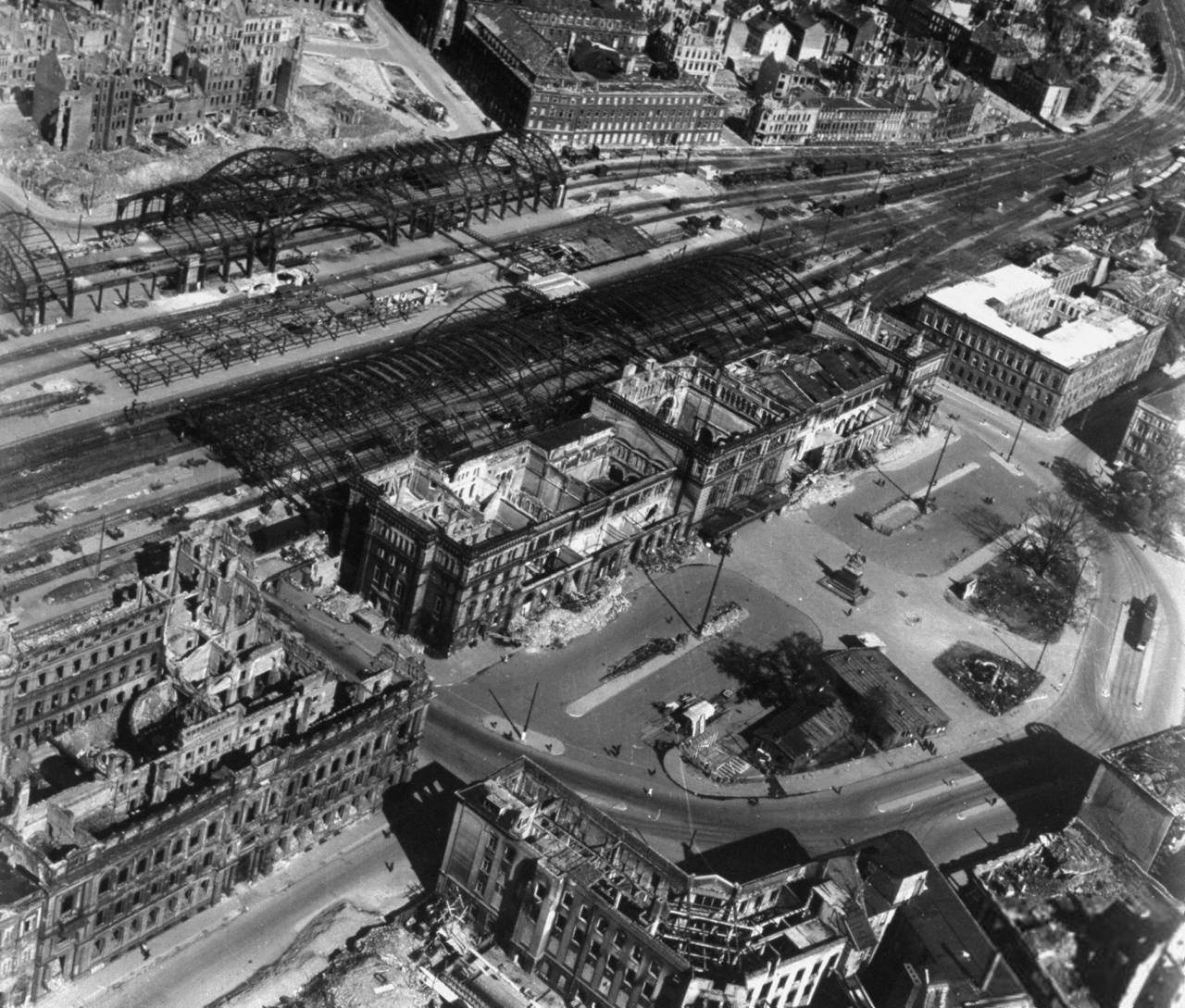
Station Hannover Hbf na de bombardementen op Hannover (1945)

Bij de luchtaanval op Hannover in juli en oktober 1943 werd het station grotendeels vernietigd. Van de stationskappen bleef alleen het geraamte over, van het stationsgebouw alleen de buitenmuren. Pas na vier dagen was er weer één spoor beschikbaar.
Op 13 juni 1945 reden er voor het eerst na de oorlog reizigerstreinen naar Minden, Nienburg en Göttingen. Op 14 augustus werd het reizigersverkeer verder uitgebreid. Vanaf Hannover reden er weer reizigerstreinen naar Bremerhaven, Duisburg, Hamelen, Göttingen, Braunschweig en Uelzen. Op 15 augustus 1946 werd Hannover voor het eerst na de oorlog weer door de Nord Express van Parijs naar Berlijn bediend, waardoor het station weer was aangesloten op het internationale netwerk. 
Na de grote bomschade begon de wederopbouw van het stationsgebouw in 1948, waarbij de buitenmuren behouden bleven. De binnenkant van het gebouw kreeg een nieuwe indeling, de stationskappen werden verwijderd en vervangen door houten nooddaken. Van 1959 tot 1961 werden de perrons omgebouwd, het bagageperron werd verwijderd, daarvoor worden bagageliften op elk perron gebouwd. De middelste toegang werd verbreed, de passagierstunnels aan de buitenzijde werden gesloten en de perrons kregen nieuwe daken. Vanaf 1957 werden de seinen en wissels aangestuurd via NX-tableaus. In 1963 werd het vijfde perron uitgebreid met een spoor 12 (de sporen 5 en 6 waren doorgangssporen zonder perron). Vanuit het zuiden bereikte de elektrificering het emplacement van Hannover op 26 mei 1963, op 20 december 1963 konden elektrische treinen naar Lehrte rijden en op 14 december 1964 naar Bremen. De verbinding naar Hamburg via de, eind 1964 verdubbelde, spoorlijn naar Hannover, "Hazenlijn" werd op 6 april 1965 geëlektrificeerd. De bovenleiding vanaf Lehrte via Braunschweig naar Helmstedt kwam in 1976 gereed.

### Stadtbahn-tunnel

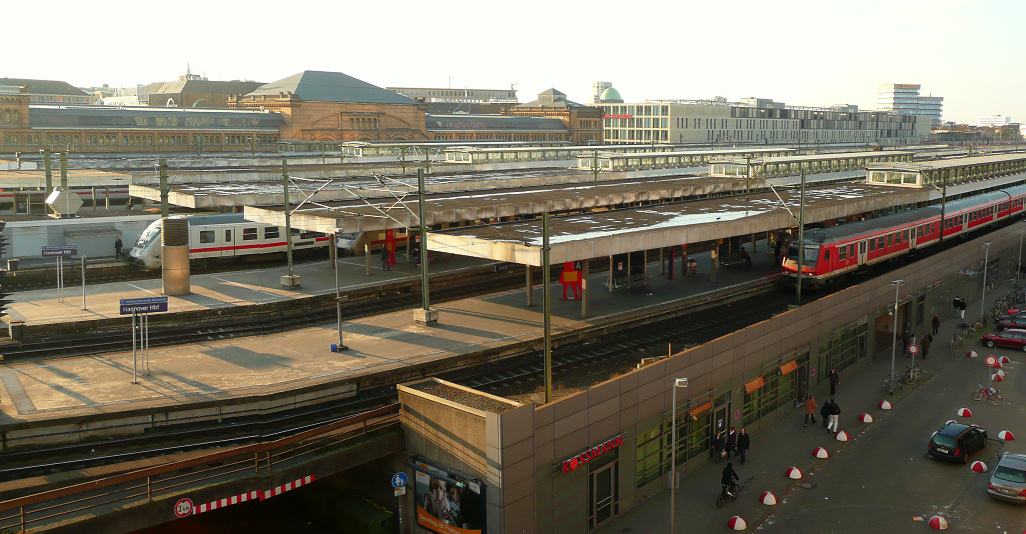
Blok op de achterzijde van het station (2008)

De bouw van de stadtbahn van Hannover bracht grote ombouwwerkzaamheden van het station met zich mee. Door de open bouwput moest het hele station op de schop, waardoor sporen gesloten moesten worden. Tussen juli 1969 en het voorjaar van 1973 werd een zesde perron met de sporen 13 en 14 aangelegd. Na het gereedkomen van dit perron werden tussen 1970 en 1975 steeds twee sporen gesloten, om vervolgens daaronder de stadtbahntunnel en de daarboven gelegen passerelle te bouwen. Daarvoor was ook de middentunnel gesloten, de toegang tot de perrons volgde via de heropende zijtunnel. In kader van de verbouwing werd ook het doorgangsspoor 6 verplaatst, deze kwam te liggen tussen de sporen 8 en 9. Aansluitend kreeg het hele station een opknapbeurt, evenals de perrons en de overkappingen. De westelijke tunnel in de straat Lister Meile, werd gebruikt als posttunnel tussen het 'hoofdpostambt' en het aan de Raschplatz gelegen 'pakketpostambt'. Vanaf deze tunnel waren er hellingbanen naar de perrons voor de post- en bagagetransporten.
In het in 1971 ingevoerde Intercity-netwerk werd Hannover een overstapknooppunt, waarbij het overstappen tussen IC-treinen op hetzelfde perron mogelijk was (cross-platform-overstap). In het voorjaar van 1988 werd een geautomatiseerd reisinformatiesysteem met vertrekschermen bij de trappen en op de perrons in gebruik genomen. Met in totaal 323 aankomende en vertrekkende dienstregelingstreinen voor de langeafstand was Hannover Hbf in de zomerdienstregeling van 1989 het vierde knooppunt van de Deutsche Bundesbahn.

### Nieuwbouw van een elektronisch seinhuis
Eind 1992 begonnen de voorbereidende werkzaamheden voor het toen nog grootste elektronische seinhuis in een spoorwegknooppunt van de Deutsche Bahn. De opdracht voor de bouw werd midden 1993 aan Siemens gegund. De vernieuwing van het gehele aansturingssysteem kostte ongeveer 109 miljoen Mark. Hiermee werden ongeveer 5100 trein- en rangeerbewegingen per dag, via 279 wissels en 535 seinen door zeven treindienstleiders aangestuurd. Het seinhuis ging op 25 augustus 1996 na twee nachten zonder treinverkeer van 8 uur in bedrijf. Eerst werd het treinverkeer vanuit een nieuw gebouwde bedieningsruimte aangestuurd, omdat de geplande bedieningscentrale nog niet klaar was. Het treinverkeer rondom Hannover wordt vanuit de bedieningscentrale Hannover aangestuurd.
Met in totaal 398 aankomende en vertrekkende dienstregelingstreinen voor de langeafstand was Hannover Hbf in de zomerdienstregeling van 1996 het belangrijkste knooppunt van de Deutsche Bahn.

### Verbouwing voor de Expo 2000

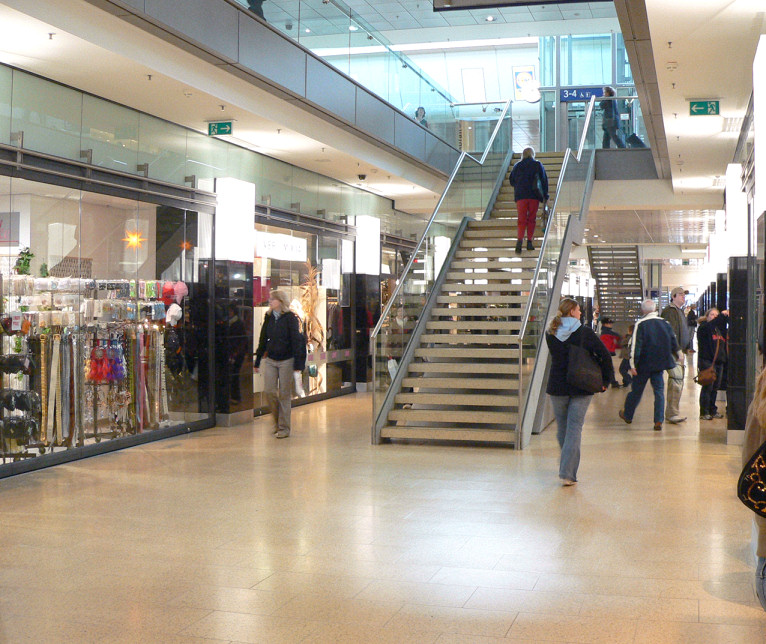
Niki-de-Saint-Phalle-Promenade in het souterrain van het station (2006)

Het hoofdstation werd voor de Expo 2000 wederom volledig verbouwd. Hiervoor het stationsgebouw, op de buitenmuren na, volledig opnieuw ingericht. De middentunnel werd vergroot en voorzien van openingen waardoor daglicht naar binnen kan. De perrons kregen personenliften.
Door de verbouwing ontstond de Promenade im Hauptbahnhof. Onder andere door de verplaatsing van de loketten naar het stationsgebouw en het stoppen van bagageafhandeling ontstond een verkoopoppervlakte van 7.000 m². 
Tussen de zomer van 2004 en het voorjaar van 2006 werd de passerelle in het souterrain gemoderniseerd en aan de Promenade aangepast. Hierdoor werd het een onderdeel van de Niki-de-Saint-Phalle-Promenade van Kröpcke naar de Raschplatz. Met 20.000 m² winkeloppervlakte op twee etages kwam er een veelzijdig aanbod van winkels ter beschikking. De meeste winkels zijn elke werkdag tot 22 uur geopend.
Op 28 mei 2000 werd de S-Bahn van Hannover in gebruik genomen. De sporen 1 en 2 werd een S-Bahn-perron voor de S-Bahn in de richting van H-Bismarckstraße en Wunstorf, de S-Bahn richting Lehrte en Celle vertrekken van de sporen 13 en 14. Tegelijk werd de sporen rond Hannover gewijzigd: in het westen werd zuidelijk van de bestaande sporen een extra sporenpaar voor de S-Bahn aangelegd, in het oosten werd noordelijk van de sporen naar Lehrte een spoor aangelegd.

### Planning
De Deutsche Bahn plant in 2015 omvangrijke werkzaamheden in het station van 2019 tot 2029. De liggers over de middentunnel waarop de sporen rusten moeten vervangen worden, omdat er ernstige schade is geconstateerd. Voor de werkzaamheden tijdens de treindienst wordt er telkens twee sporen buiten dienst gesteld. Er wordt overlegd, om de al lang geplande sporen 15 en 16 aan te leggen. Hiermee wordt geprobeerd de hinder voor het treinverkeer tot het minimum te beperken.

## Verbindingen

### Lange-afstandstreinen
Hannover Hauptbahnhof is een knooppunt voor langeafstandstreinen uit heel Duitsland. Treinen tussen het noorden en het zuiden, tevens de treinen vanuit Berlijn naar het Ruhrgebied komen langs Hannover.
| Serie          | Route | Route | Route | Route | Frequentie                                                                                     |
| -------------- | --- | --- | --- | --- | ---------------------------------------------------------------------------------------------- |
| ICE Sprinter 3 | (München Hbf – Pasing) – Augsburg – Ulm – Stuttgart – Mannheim – Frankfurt (Main) Hbf – Hannover Hbf – Berlijn Spandau – Hbf – Ostbf) | (München Hbf – Pasing) – Augsburg – Ulm – Stuttgart – Mannheim – Frankfurt (Main) Hbf – Hannover Hbf – Berlijn Spandau – Hbf – Ostbf) | (München Hbf – Pasing) – Augsburg – Ulm – Stuttgart – Mannheim – Frankfurt (Main) Hbf – Hannover Hbf – Berlijn Spandau – Hbf – Ostbf) | (München Hbf – Pasing) – Augsburg – Ulm – Stuttgart – Mannheim – Frankfurt (Main) Hbf – Hannover Hbf – Berlijn Spandau – Hbf – Ostbf) | 1x per dag, niet op zaterdag                                                                   |
| ICE Sprinter 4 | (Kiel – Neumünster –) Hamburg (Altona – Dammtor – Hbf) – Hannover Hbf – Frankfurt (Main) (Hbf – Flugh. Fernbf) – Mannheim – Stuttgart ( – Darmstadt)                                                                                                | (Kiel – Neumünster –) Hamburg (Altona – Dammtor – Hbf) – Hannover Hbf – Frankfurt (Main) (Hbf – Flugh. Fernbf) – Mannheim – Stuttgart ( – Darmstadt)                                                                                                | (Kiel – Neumünster –) Hamburg (Altona – Dammtor – Hbf) – Hannover Hbf – Frankfurt (Main) (Hbf – Flugh. Fernbf) – Mannheim – Stuttgart ( – Darmstadt)                                                                                                | (Kiel – Neumünster –) Hamburg (Altona – Dammtor – Hbf) – Hannover Hbf – Frankfurt (Main) (Hbf – Flugh. Fernbf) – Mannheim – Stuttgart ( – Darmstadt)                                                                                                | 1x per dag, niet in het weekend. 's Ochtends H-Altona - Darmstadt, 's middags Stuttgart - Kiel |
| ICE 10         | Berlin (Ostbf – Hbf – Spandau) – Wolfsburg – Hannover Hbf – | Berlin (Ostbf – Hbf – Spandau) – Wolfsburg – Hannover Hbf – | Bielefeld – Hamm (Westf) – | Dortmund – Essen – Duisburg – Düsseldorf (– Keulen (Messe/Deutz – Köln/Bonn Flughafen) – Aachen) | 1x per uur                                                                                     |
| ICE 10         | Berlin (Ostbf – Hbf – Spandau) – Wolfsburg – Hannover Hbf – | Berlin (Ostbf – Hbf – Spandau) – Wolfsburg – Hannover Hbf – | Bielefeld – Hamm (Westf) – | Hagen – Wuppertal – Köln Hbf (– Bonn – Koblenz) | 1x per uur                                                                                     |
| ICE 10         | Berlin (Ostbf – Hbf – Spandau) – Wolfsburg – Hannover Hbf – | Berlin (Ostbf – Hbf – Spandau) – Wolfsburg – Hannover Hbf – | Verden – Bremen – Oldenburg | Verden – Bremen – Oldenburg | 1x per dag                                                                                     |
| ICE 20         | Kiel – Neumünster – | Hamburg (Dammtor – Hbf) – Hannover Hbf – Göttingen – Kassel-Wilhelmshöhe – Frankfurt (Main) Hbf – | Hamburg (Dammtor – Hbf) – Hannover Hbf – Göttingen – Kassel-Wilhelmshöhe – Frankfurt (Main) Hbf – | Mannheim – Karlsruhe – Baden-Baden – Freiburg – Bazel (Bad Bf – SBB) – Zürich | 1x per twee uur, enkele treinen vanaf Kiel                                                     |
| ICE 20         | Hamburg-Altona – | Hamburg (Dammtor – Hbf) – Hannover Hbf – Göttingen – Kassel-Wilhelmshöhe – Frankfurt (Main) Hbf – | Hamburg (Dammtor – Hbf) – Hannover Hbf – Göttingen – Kassel-Wilhelmshöhe – Frankfurt (Main) Hbf – | Frankfurt (Main) Flugh. Fernbf – Mainz – Wiesbaden | 1x per dag                                                                                     |
| ICE 22         | Stuttgart – Mannheim – Frankfurt (Main) (Flugh. Fernbf – Hbf) – Kassel-Wilhelmshöhe – Göttingen – Hannover Hbf – | Stuttgart – Mannheim – Frankfurt (Main) (Flugh. Fernbf – Hbf) – Kassel-Wilhelmshöhe – Göttingen – Hannover Hbf – | Hamburg (Hbf – Dammtor) – | Hamburg-Altona | 1x per twee uur                                                                                |
| ICE 22         | Stuttgart – Mannheim – Frankfurt (Main) (Flugh. Fernbf – Hbf) – Kassel-Wilhelmshöhe – Göttingen – Hannover Hbf – | Stuttgart – Mannheim – Frankfurt (Main) (Flugh. Fernbf – Hbf) – Kassel-Wilhelmshöhe – Göttingen – Hannover Hbf – | Hamburg (Hbf – Dammtor) – | Neumünster – Kiel | enkele treinen per dag                                                                         |
| ICE 22         | Stuttgart – Mannheim – Frankfurt (Main) (Flugh. Fernbf – Hbf) – Kassel-Wilhelmshöhe – Göttingen – Hannover Hbf – | Stuttgart – Mannheim – Frankfurt (Main) (Flugh. Fernbf – Hbf) – Kassel-Wilhelmshöhe – Göttingen – Hannover Hbf – | Bremen – Oldenburg (Oldb) | Bremen – Oldenburg (Oldb) | 1x per dag                                                                                     |
| ICE 25         | (Garmisch-Partenkirchen –) München – Ingolstadt/(Augsburg) – Nürnberg – Würzburg – Fulda – Kassel-Wilhelmshöhe – Göttingen – Hannover Hbf – | (Garmisch-Partenkirchen –) München – Ingolstadt/(Augsburg) – Nürnberg – Würzburg – Fulda – Kassel-Wilhelmshöhe – Göttingen – Hannover Hbf – | Hamburg (Harburg – Hbf) – | Hamburg (Dammtor – Altona) | 1x per uur, 1x per dag verder naar Garmisch-Partenkirchen                                      |
| ICE 25         | (Garmisch-Partenkirchen –) München – Ingolstadt/(Augsburg) – Nürnberg – Würzburg – Fulda – Kassel-Wilhelmshöhe – Göttingen – Hannover Hbf – | (Garmisch-Partenkirchen –) München – Ingolstadt/(Augsburg) – Nürnberg – Würzburg – Fulda – Kassel-Wilhelmshöhe – Göttingen – Hannover Hbf – | Hamburg (Harburg – Hbf) – | Lübeck | Enkele treinen per dag                                                                         |
| ICE 25         | (Garmisch-Partenkirchen –) München – Ingolstadt/(Augsburg) – Nürnberg – Würzburg – Fulda – Kassel-Wilhelmshöhe – Göttingen – Hannover Hbf – | (Garmisch-Partenkirchen –) München – Ingolstadt/(Augsburg) – Nürnberg – Würzburg – Fulda – Kassel-Wilhelmshöhe – Göttingen – Hannover Hbf – | Bremen – Oldenburg (Oldb) | Bremen – Oldenburg (Oldb) | 1x per twee uur gekoppeld aan Hamburg-München                                                  |
| ICE 43         | (Hannover Hbf – Bielefeld – Hamm – Dortmund – Hagen – Wuppertal –) Köln – Siegburg/Bonn – Frankfurt (Main) Flugh. Fernbf – Mannheim – Karlsruhe – Offenburg – Freiburg – Bazel (Bad Bf – SBB)                                                       | (Hannover Hbf – Bielefeld – Hamm – Dortmund – Hagen – Wuppertal –) Köln – Siegburg/Bonn – Frankfurt (Main) Flugh. Fernbf – Mannheim – Karlsruhe – Offenburg – Freiburg – Bazel (Bad Bf – SBB)                                                       | (Hannover Hbf – Bielefeld – Hamm – Dortmund – Hagen – Wuppertal –) Köln – Siegburg/Bonn – Frankfurt (Main) Flugh. Fernbf – Mannheim – Karlsruhe – Offenburg – Freiburg – Bazel (Bad Bf – SBB)                                                       | (Hannover Hbf – Bielefeld – Hamm – Dortmund – Hagen – Wuppertal –) Köln – Siegburg/Bonn – Frankfurt (Main) Flugh. Fernbf – Mannheim – Karlsruhe – Offenburg – Freiburg – Bazel (Bad Bf – SBB)                                                       | 1x per twee uur, enkele treinen vanaf Hannover. Gekoppeld aan ICE 78 naar Amsterdam.           |
| ICE 91         | Hamburg Altona – Dammtor – Hbf – Harburg) – Hannover Hbf – Kassel-Wilhelmshöhe – Fulda – Würzburg – Nürnberg – Regensburg – Plattling – Passau – Wels – Linz – St. Pölten – Wenen (Meidling – Hbf)                                                  | Hamburg Altona – Dammtor – Hbf – Harburg) – Hannover Hbf – Kassel-Wilhelmshöhe – Fulda – Würzburg – Nürnberg – Regensburg – Plattling – Passau – Wels – Linz – St. Pölten – Wenen (Meidling – Hbf)                                                  | Hamburg Altona – Dammtor – Hbf – Harburg) – Hannover Hbf – Kassel-Wilhelmshöhe – Fulda – Würzburg – Nürnberg – Regensburg – Plattling – Passau – Wels – Linz – St. Pölten – Wenen (Meidling – Hbf)                                                  | Hamburg Altona – Dammtor – Hbf – Harburg) – Hannover Hbf – Kassel-Wilhelmshöhe – Fulda – Würzburg – Nürnberg – Regensburg – Plattling – Passau – Wels – Linz – St. Pölten – Wenen (Meidling – Hbf)                                                  | 1x per dag                                                                                     |
| IC 16          | Berlijn (Ostbf – Hbf – Spandau) – Wolfsburg – Hannover Hbf – Göttingen – Kassel-Wilhelmshöhe – Fulda – Hanau – Frankfurt (Main) Hbf | Berlijn (Ostbf – Hbf – Spandau) – Wolfsburg – Hannover Hbf – Göttingen – Kassel-Wilhelmshöhe – Fulda – Hanau – Frankfurt (Main) Hbf | Berlijn (Ostbf – Hbf – Spandau) – Wolfsburg – Hannover Hbf – Göttingen – Kassel-Wilhelmshöhe – Fulda – Hanau – Frankfurt (Main) Hbf | Berlijn (Ostbf – Hbf – Spandau) – Wolfsburg – Hannover Hbf – Göttingen – Kassel-Wilhelmshöhe – Fulda – Hanau – Frankfurt (Main) Hbf | Enkele treinen per dag                                                                         |
| IC 26 IC 26.1  | Karlsruhe – Heidelberg – Darmstadt – Frankfurt (Main) Hbf – Gießen – Marburg – Kassel-Wilhelmshöhe – Göttingen – Hannover Hbf – Uelzen – Lüneburg – Hamburg (Harburg – Hbf) –                                                                       | Karlsruhe – Heidelberg – Darmstadt – Frankfurt (Main) Hbf – Gießen – Marburg – Kassel-Wilhelmshöhe – Göttingen – Hannover Hbf – Uelzen – Lüneburg – Hamburg (Harburg – Hbf) –                                                                       | Karlsruhe – Heidelberg – Darmstadt – Frankfurt (Main) Hbf – Gießen – Marburg – Kassel-Wilhelmshöhe – Göttingen – Hannover Hbf – Uelzen – Lüneburg – Hamburg (Harburg – Hbf) –                                                                       | Hamburg (Dammtor – Altona) | 1x per twee uur                                                                                |
| IC 26 IC 26.1  | Karlsruhe – Heidelberg – Darmstadt – Frankfurt (Main) Hbf – Gießen – Marburg – Kassel-Wilhelmshöhe – Göttingen – Hannover Hbf – Uelzen – Lüneburg – Hamburg (Harburg – Hbf) –                                                                       | Karlsruhe – Heidelberg – Darmstadt – Frankfurt (Main) Hbf – Gießen – Marburg – Kassel-Wilhelmshöhe – Göttingen – Hannover Hbf – Uelzen – Lüneburg – Hamburg (Harburg – Hbf) –                                                                       | Karlsruhe – Heidelberg – Darmstadt – Frankfurt (Main) Hbf – Gießen – Marburg – Kassel-Wilhelmshöhe – Göttingen – Hannover Hbf – Uelzen – Lüneburg – Hamburg (Harburg – Hbf) –                                                                       | Schwerin – Rostock – Stralsund (– Ostseebad Binz) | Enkele treinen per dag                                                                         |
| IC 26 IC 26.1  | Karlsruhe – Heidelberg – Darmstadt – Frankfurt (Main) Hbf – Gießen – Marburg – Kassel-Wilhelmshöhe – Göttingen – Hannover Hbf – Uelzen – Lüneburg – Hamburg (Harburg – Hbf) –                                                                       | Karlsruhe – Heidelberg – Darmstadt – Frankfurt (Main) Hbf – Gießen – Marburg – Kassel-Wilhelmshöhe – Göttingen – Hannover Hbf – Uelzen – Lüneburg – Hamburg (Harburg – Hbf) –                                                                       | Karlsruhe – Heidelberg – Darmstadt – Frankfurt (Main) Hbf – Gießen – Marburg – Kassel-Wilhelmshöhe – Göttingen – Hannover Hbf – Uelzen – Lüneburg – Hamburg (Harburg – Hbf) –                                                                       | Heide – Husum – Westerland (Sylt) | Enkele treinen per dag                                                                         |
| IC 26 IC 26.2  | Hamburg (Altona – Dammtor – Hbf – Harburg) – Lüneburg – Uelzen – Celle – Hannover Hbf – Göttingen – Kassel-Wilhelmshöhe – Fulda – Würzburg – Ansbach – Augsburg –                                                                                   | Hamburg (Altona – Dammtor – Hbf – Harburg) – Lüneburg – Uelzen – Celle – Hannover Hbf – Göttingen – Kassel-Wilhelmshöhe – Fulda – Würzburg – Ansbach – Augsburg –                                                                                   | Hamburg (Altona – Dammtor – Hbf – Harburg) – Lüneburg – Uelzen – Celle – Hannover Hbf – Göttingen – Kassel-Wilhelmshöhe – Fulda – Würzburg – Ansbach – Augsburg –                                                                                   | München Ost – Rosenheim – Traunstein – Freilassing – Berchtesgaden | 1x per dag                                                                                     |
| IC 26 IC 26.2  | Hamburg (Altona – Dammtor – Hbf – Harburg) – Lüneburg – Uelzen – Celle – Hannover Hbf – Göttingen – Kassel-Wilhelmshöhe – Fulda – Würzburg – Ansbach – Augsburg –                                                                                   | Hamburg (Altona – Dammtor – Hbf – Harburg) – Lüneburg – Uelzen – Celle – Hannover Hbf – Göttingen – Kassel-Wilhelmshöhe – Fulda – Würzburg – Ansbach – Augsburg –                                                                                   | Hamburg (Altona – Dammtor – Hbf – Harburg) – Lüneburg – Uelzen – Celle – Hannover Hbf – Göttingen – Kassel-Wilhelmshöhe – Fulda – Würzburg – Ansbach – Augsburg –                                                                                   | Kempten – Immenstadt – Oberstdorf | 1x per dag                                                                                     |
| EC/IC 32       | Aachen – Mönchengladbach – | Duisburg – Essen – Dortmund – Hamm – Bielefeld – Hannover Hbf – Wolfsburg – Berlijn (Spandau – Hbf) – | Berlin Ostbf | Berlin Ostbf | 1x per dag (Aachen-Berlin Ostbf)                                                               |
| EC/IC 32       | Tübingen – Reutlingen – Stuttgart – Heidelberg – Mannheim – Koblenz – Bonn – Köln – Düsseldorf – | Duisburg – Essen – Dortmund – Hamm – Bielefeld – Hannover Hbf – Wolfsburg – Berlijn (Spandau – Hbf) – | Berlin Südkreuz – Dresden | Berlin Südkreuz – Dresden | Enkele treinen per week naar Dresden. 1x per week Tübingen-Berlin Südkreuz                     |
| EC/IC 32       | Tübingen – Reutlingen – Stuttgart – Heidelberg – Mannheim – Koblenz – Bonn – Köln – Düsseldorf – | Duisburg – Essen – Dortmund – Hamm – Bielefeld – Hannover Hbf – Wolfsburg – Berlijn (Spandau – Hbf) – | Berlin Gesundbrunnen – Eberswalde – Prenzlau – Pasewalk – Züssow – | Stralsund – Ostseebad Binz | Enkele treinen per week tijdens de zomer (van/naar Köln)                                       |
| EC/IC 32       | Tübingen – Reutlingen – Stuttgart – Heidelberg – Mannheim – Koblenz – Bonn – Köln – Düsseldorf – | Duisburg – Essen – Dortmund – Hamm – Bielefeld – Hannover Hbf – Wolfsburg – Berlijn (Spandau – Hbf) – | Berlin Gesundbrunnen – Eberswalde – Prenzlau – Pasewalk – Züssow – | Wolgast – Seebad Heringsdorf | Enkele treinen per week tijdens de zomer (van/naar Köln)                                       |
| IC 55          | Dresden – Riesa – Leipzig – Leipzig/Halle Flugh. – Halle – Köthen – Magdeburg – Braunschweig – Hannover Hbf – Minden – Herford – Bielefeld – Hamm – Dortmund –                                                                                      | Dresden – Riesa – Leipzig – Leipzig/Halle Flugh. – Halle – Köthen – Magdeburg – Braunschweig – Hannover Hbf – Minden – Herford – Bielefeld – Hamm – Dortmund –                                                                                      | Dresden – Riesa – Leipzig – Leipzig/Halle Flugh. – Halle – Köthen – Magdeburg – Braunschweig – Hannover Hbf – Minden – Herford – Bielefeld – Hamm – Dortmund –                                                                                      | Hagen – Wuppertal – Solingen – Keulen | 1x per twee uur                                                                                |
| IC 55          | Dresden – Riesa – Leipzig – Leipzig/Halle Flugh. – Halle – Köthen – Magdeburg – Braunschweig – Hannover Hbf – Minden – Herford – Bielefeld – Hamm – Dortmund –                                                                                      | Dresden – Riesa – Leipzig – Leipzig/Halle Flugh. – Halle – Köthen – Magdeburg – Braunschweig – Hannover Hbf – Minden – Herford – Bielefeld – Hamm – Dortmund –                                                                                      | Dresden – Riesa – Leipzig – Leipzig/Halle Flugh. – Halle – Köthen – Magdeburg – Braunschweig – Hannover Hbf – Minden – Herford – Bielefeld – Hamm – Dortmund –                                                                                      | Bochum – Essen – Duisburg – Düsseldorf – Keulen – Bonn – Koblenz – Mainz – Mannheim – Heidelberg – Stuttgart – Ulm – Memmingen – Kempten – Immenstadt – Oberstdorf                                                                                  | Enkele treinen per week                                                                        |
| IC 56          | Norddeich Mole – Emden – Leer (Ostfriesl) – Oldenburg (Oldb) – Delmenhorst – Bremen - Verden - Nienburg – Hannover Hbf – Braunschweig – Helmstedt – Magdeburg –                                                                                     | Norddeich Mole – Emden – Leer (Ostfriesl) – Oldenburg (Oldb) – Delmenhorst – Bremen - Verden - Nienburg – Hannover Hbf – Braunschweig – Helmstedt – Magdeburg –                                                                                     | Köthen – Halle – Leipzig/Halle Flugh. – Leipzig Hbf | Köthen – Halle – Leipzig/Halle Flugh. – Leipzig Hbf | 1x per twee uur                                                                                |
| IC 56          | Norddeich Mole – Emden – Leer (Ostfriesl) – Oldenburg (Oldb) – Delmenhorst – Bremen - Verden - Nienburg – Hannover Hbf – Braunschweig – Helmstedt – Magdeburg –                                                                                     | Norddeich Mole – Emden – Leer (Ostfriesl) – Oldenburg (Oldb) – Delmenhorst – Bremen - Verden - Nienburg – Hannover Hbf – Braunschweig – Helmstedt – Magdeburg –                                                                                     | Brandenburg – Potsdam – Berlijn (Wannsee – Hbf – Ostbf) – Lübben – Lübbenau – Cottbus | Brandenburg – Potsdam – Berlijn (Wannsee – Hbf – Ostbf) – Lübben – Lübbenau – Cottbus | 1x per dag                                                                                     |
| IC 77 140/240  | Berlijn (Ostbf – Hbf – Spandau) – Stendal – Wolfsburg – Hannover Hbf – Minden – Osnabrück – | Berlijn (Ostbf – Hbf – Spandau) – Stendal – Wolfsburg – Hannover Hbf – Minden – Osnabrück – | Rheine – Bad Bentheim – Hengelo – Deventer – Amersfoort Centraal – Amsterdam Centraal | Rheine – Bad Bentheim – Hengelo – Deventer – Amersfoort Centraal – Amsterdam Centraal | 1x per twee uur                                                                                |
| IC 77 140/240  | Berlijn (Ostbf – Hbf – Spandau) – Stendal – Wolfsburg – Hannover Hbf – Minden – Osnabrück – | Berlijn (Ostbf – Hbf – Spandau) – Stendal – Wolfsburg – Hannover Hbf – Minden – Osnabrück – | Münster | Münster | 1x per dag                                                                                     |
| CNL Pyxis      | Hamburg (Altona – Dammtor – Hbf – Harburg) – Lüneburg – Hannover Hbf – Göttingen – Kassel-Wlhelmshöhe – | Hamburg (Altona – Dammtor – Hbf – Harburg) – Lüneburg – Hannover Hbf – Göttingen – Kassel-Wlhelmshöhe – | Stuttgart – Ulm – Augsburg – München | Stuttgart – Ulm – Augsburg – München | 1x per dag                                                                                     |
| CNL Komet      | Hamburg (Altona – Dammtor – Hbf – Harburg) – Lüneburg – Hannover Hbf – Göttingen – Kassel-Wlhelmshöhe – | Hamburg (Altona – Dammtor – Hbf – Harburg) – Lüneburg – Hannover Hbf – Göttingen – Kassel-Wlhelmshöhe – | Karlsruhe – Offenburg – Freiburg – Bazel (Bad Bf – SBB) – Zürich | Karlsruhe – Offenburg – Freiburg – Bazel (Bad Bf – SBB) – Zürich | 1x per dag                                                                                     |
| EN Hans Albers | Hamburg (Altona – Dammtor – Hbf – Harburg) – Hannover Hbf – Göttingen – Würzburg – Nürnberg – Passau – Wels – Linz – Amstetten – St. Pölten – Wenen (Meidling – Hbf)                                                                                | Hamburg (Altona – Dammtor – Hbf – Harburg) – Hannover Hbf – Göttingen – Würzburg – Nürnberg – Passau – Wels – Linz – Amstetten – St. Pölten – Wenen (Meidling – Hbf)                                                                                | Hamburg (Altona – Dammtor – Hbf – Harburg) – Hannover Hbf – Göttingen – Würzburg – Nürnberg – Passau – Wels – Linz – Amstetten – St. Pölten – Wenen (Meidling – Hbf)                                                                                | Hamburg (Altona – Dammtor – Hbf – Harburg) – Hannover Hbf – Göttingen – Würzburg – Nürnberg – Passau – Wels – Linz – Amstetten – St. Pölten – Wenen (Meidling – Hbf)                                                                                | 1x per dag                                                                                     |
| EN Jan Kiepura | Keulen – Düsseldorf – Duisburg – Essen – Bochum – Dortmund – Hamm – Bielefeld – Hannover Hbf – Braumschweig – Magdeburg – Brandenburg – Potsdam – Frankfurt (Oder) – Rzepin – Poznań – Konin – Kutno – Warschau (Zachodnia – Centralna – Wschodnia) | Keulen – Düsseldorf – Duisburg – Essen – Bochum – Dortmund – Hamm – Bielefeld – Hannover Hbf – Braumschweig – Magdeburg – Brandenburg – Potsdam – Frankfurt (Oder) – Rzepin – Poznań – Konin – Kutno – Warschau (Zachodnia – Centralna – Wschodnia) | Keulen – Düsseldorf – Duisburg – Essen – Bochum – Dortmund – Hamm – Bielefeld – Hannover Hbf – Braumschweig – Magdeburg – Brandenburg – Potsdam – Frankfurt (Oder) – Rzepin – Poznań – Konin – Kutno – Warschau (Zachodnia – Centralna – Wschodnia) | Keulen – Düsseldorf – Duisburg – Essen – Bochum – Dortmund – Hamm – Bielefeld – Hannover Hbf – Braumschweig – Magdeburg – Brandenburg – Potsdam – Frankfurt (Oder) – Rzepin – Poznań – Konin – Kutno – Warschau (Zachodnia – Centralna – Wschodnia) | 1x per dag                                                                                     |

### Regionale treinen
Via het hoofdstation rijden er meerdere lijnen van DB Regio Nord, erixx, enno, metronom en Westfalenbahn. Binnen het tariefgebied van Hannover kregen de lijnen tot 13 december 2014 de lijnnummers R1 tot en met R11. Vanaf 14 december 2014 werd het nummersysteem van Nedersaksen gebruikt.
| Serie | Treinsoort                       | Route | Bijzonderheden                      |
| ----- | -------------------------------- | --- | ----------------------------------- |
| RE 1  | Regional-Express (DB Regio Nord) | Hannover Hbf – Nienburg (Weser) – Verden (Aller) – Bremen Hbf – Delmenhorst – Hude – Oldenburg (Oldb) Hbf – Leer (Ostfriesl) – Emden Hbf – Norddeich Mole | Rijdt eenmaal per twee uur.         |
| RE 2  | Regional-Express (metronom)      | Uelzen – Celle – Hannover Hbf – Nordstemmen – Elze (Han) – Alfeld (Leine) – Kreiensen – Northeim (Han) – Göttingen                                        |                                     |
| RE 8  | Regional-Express (DB Regio Nord) | Bremerhaven-Lehe – Bremerhaven Hbf – Bremen Hbf – Verden (Aller) – Nienburg (Weser) – Hannover Hbf                                                        | Rijdt eenmaal per twee uur          |
| RE 10 | Regional-Express (Erixx)         | Hannover Hbf – Hildesheim Hbf – Salzgitter-Ringelheim – Goslar – Bad Harzburg                                                                             |                                     |
| RE 30 | Regional-Express (enno)          | Hannover Hbf – Lehrte – Gifhorn – Wolfsburg Hbf |                                     |
| RE 60 | Regional-Express (Westfalenbahn) | Rheine – Osnabrück Hbf – Bünde (Westf) – Löhne (Westf) – Bad Oeynhausen – Minden (Westf) – Hannover Hbf – Lehrte – Braunschweig Hbf                       | Ems-Leine-Express 1x per twee uur   |
| RE 70 | Regional-Express (Westfalenbahn) | Bielefeld Hbf – Herford – Löhne (Westf) – Bad Oeynhausen – Minden (Westf) – Hannover Hbf – Lehrte – Braunschweig Hbf                                      | Weser-Leine-Express 1x per twee uur |
| RB 38 | Regionalbahn (Erixx)             | Buchholz (Nordheide) – Soltau (Han) – Walsrode – Hannover Hbf                                                                                             |                                     |

### S-Bahn
De S-Bahn van Hannover bestaat sinds 14 december 2008 uit zeven regelmatig rijdende lijnen, die de regio Hannover en de omliggende Landkreisen ontsluit en op bijna elke tussenliggende halte stopt. De lijnen rijden in een uurfrequentie, op deeltrajecten met twee lijnen wordt dit 2x per uur. Bij de nieuwe dienstregeling van 2014 (15 december 2013) werden twee spitslijnen toegevoegd (S21 en S51). Daarnaast rijdt er bij grote evenementen in het beursgebouw van Hannover de evenementenlijn S8.
| Serie | Treinsoort             | Route                                                                                               | Bijzonderheden                                |
| ----- | ---------------------- | --------------------------------------------------------------------------------------------------- | --------------------------------------------- |
| S1    | S-Bahn (DB Regio Nord) | Minden (Westf) – Haste – Seelze – Hannover Hbf – Weetzen – Barsinghausen – Haste                    |                                               |
| S2    | S-Bahn (DB Regio Nord) | Nienburg (Weser) – Seelze – Hannover Hbf – Weetzen – Barsinghausen – Haste                          | Zondags alleen Nienburg - Hannover            |
| S21   | S-Bahn (DB Regio Nord) | Hannover Hbf – Hannover Bismarckstraße – Weetzen – Barsinghausen                                    | Alleen tijdens de spits                       |
| S3    | S-Bahn (DB Regio Nord) | Hannover Hbf – Lehrte – Hildesheim Hbf                                                              |                                               |
| S4    | S-Bahn (DB Regio Nord) | Bennemühlen – Hannover Hbf – Hannover Bismarckstraße – Hannover Messe/Laatzen – Hildesheim Hbf      | Bennemühlen - Hannover Hbf 2x per uur (ma-za) |
| S5    | S-Bahn (DB Regio Nord) | Hannover Flughafen – Hannover Hbf – Hannover Bismarckstraße – Hamelen – Bad Pyrmont – Paderborn Hbf | Flughafen - Hamelen 2x per uur                |
| S51   | S-Bahn (DB Regio Nord) | Seelze – Hannover Hbf – Hannover Bismarckstraße – Hamelen                                           | Alleen tijdens de spits                       |
| S6    | S-Bahn (DB Regio Nord) | Hannover Hbf – Celle                                                                                |                                               |
| S7    | S-Bahn (DB Regio Nord) | Hannover Hbf – Lehrte – Celle                                                                       |                                               |
| S8    | S-Bahn (DB Regio Nord) | Hannover Flughafen – Hannover Hbf – Hannover Bismarckstraße – Hannover Messe/Laatzen                | Alleen tijdens evenementen                    |

Naast het hoofdstation beschikt Hannover over tien andere S-Bahn-stations, waar uitsluitend S-Bahn-treinen stoppen. 

Verschillende treinen in Hannover Hauptbahnhof
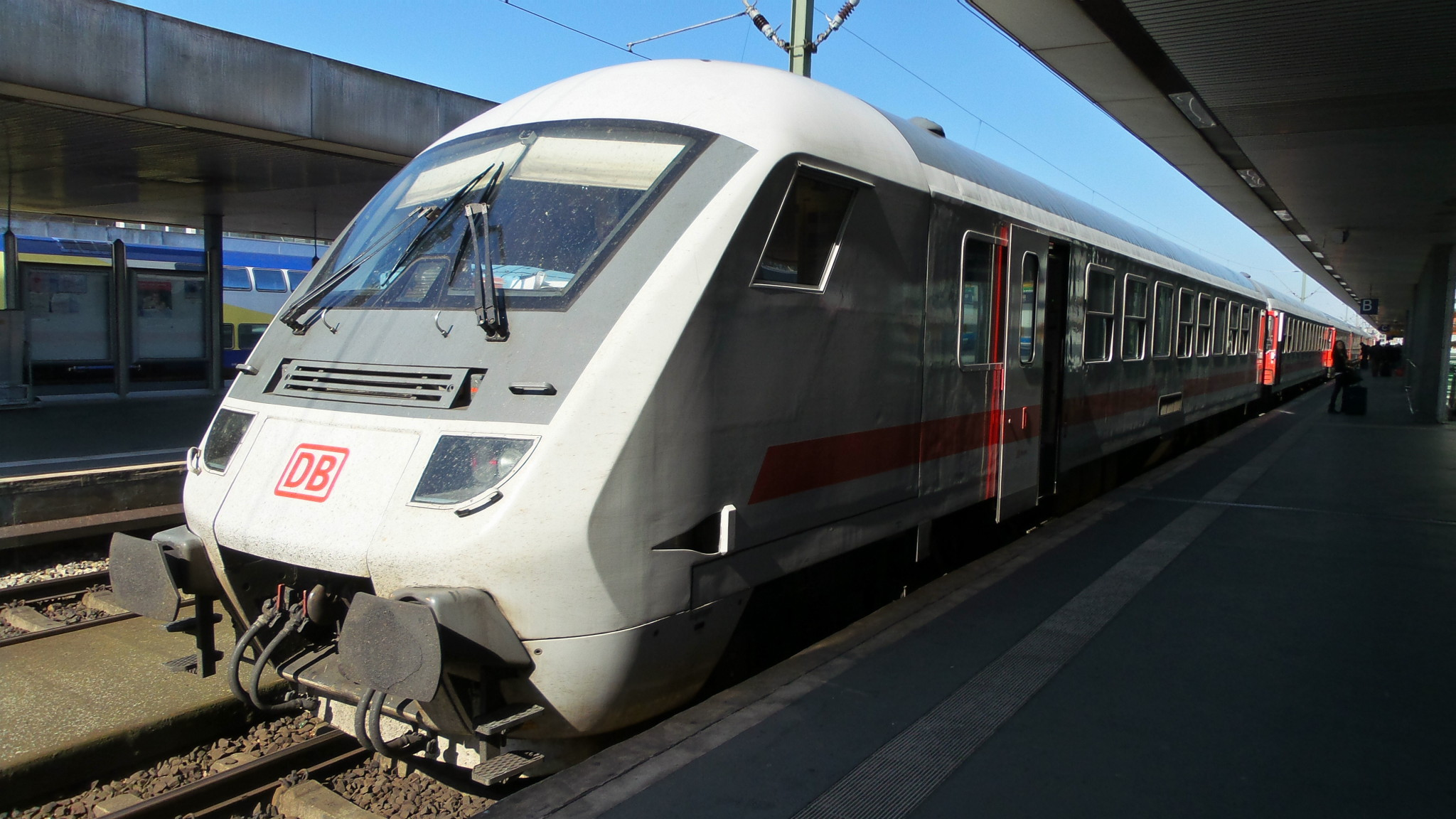
Een IC stuurstandsrijtuig uit Leipzig naar Norddeich Mole (2015)
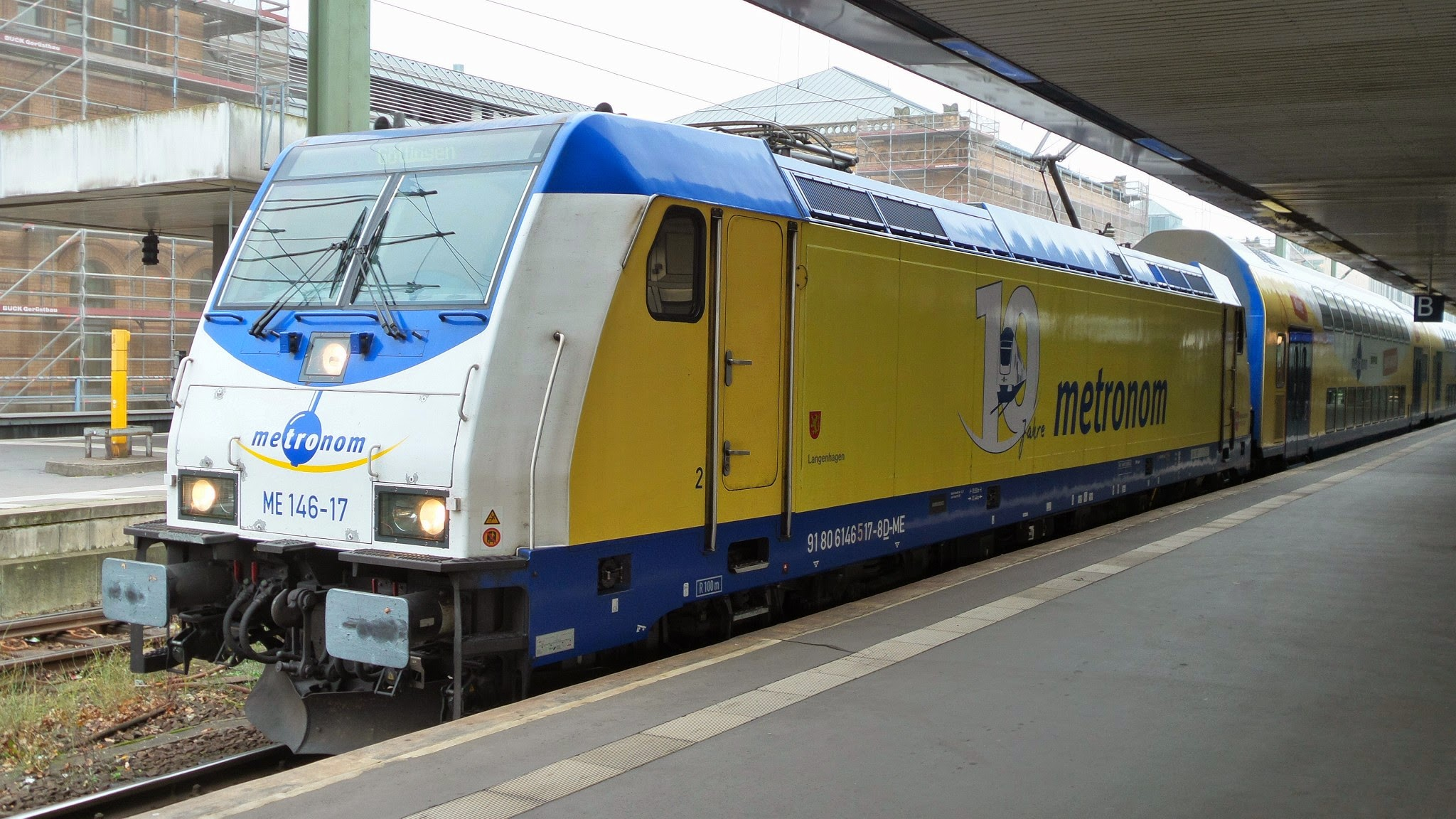
Metronom RE2 Uelzen -> Göttingen (2014)
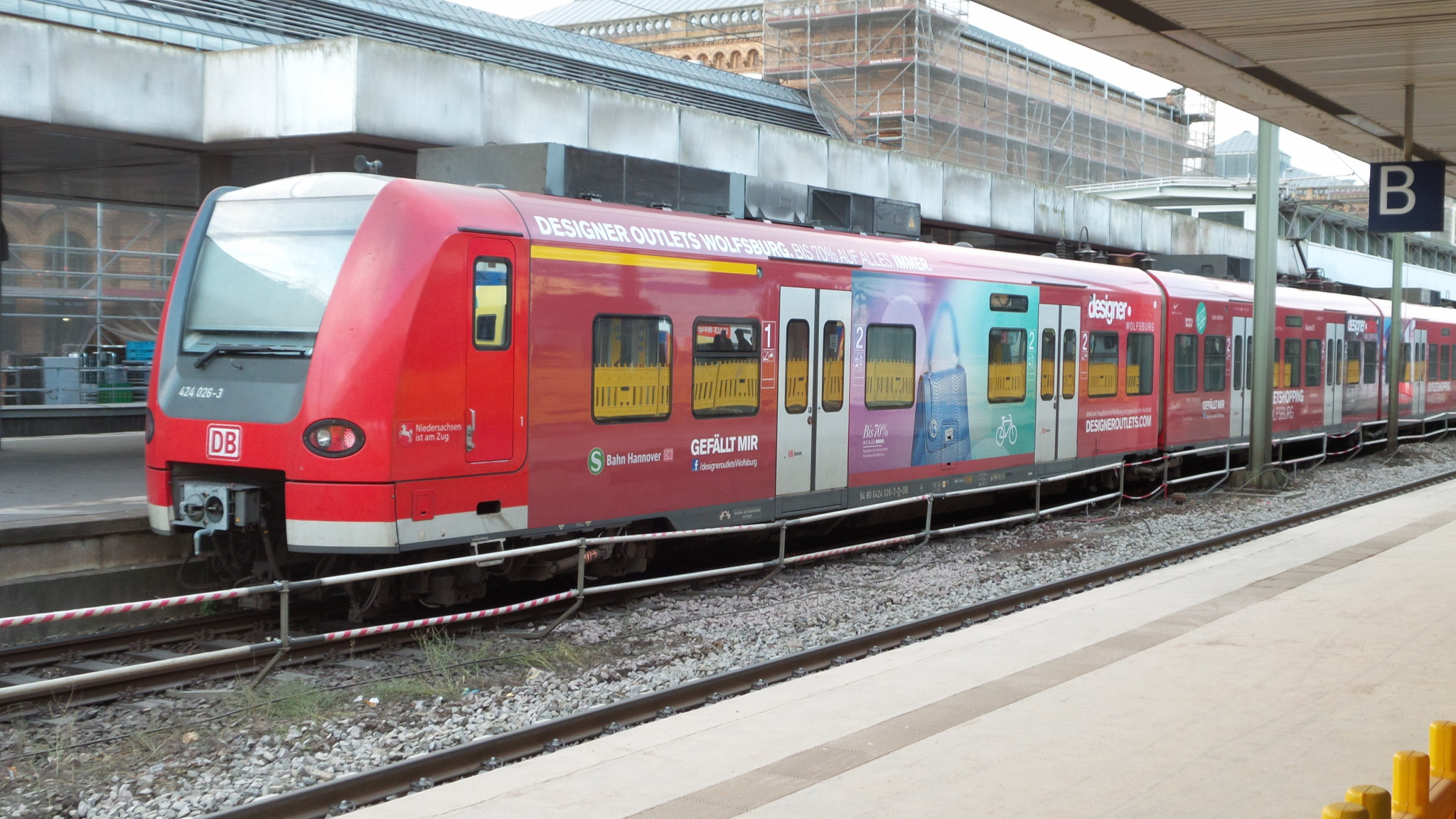
DB 424-026 S-Bahn Hannover - S5 naar de Luchthaven Hannover (2015)

## Stadtbahn-station

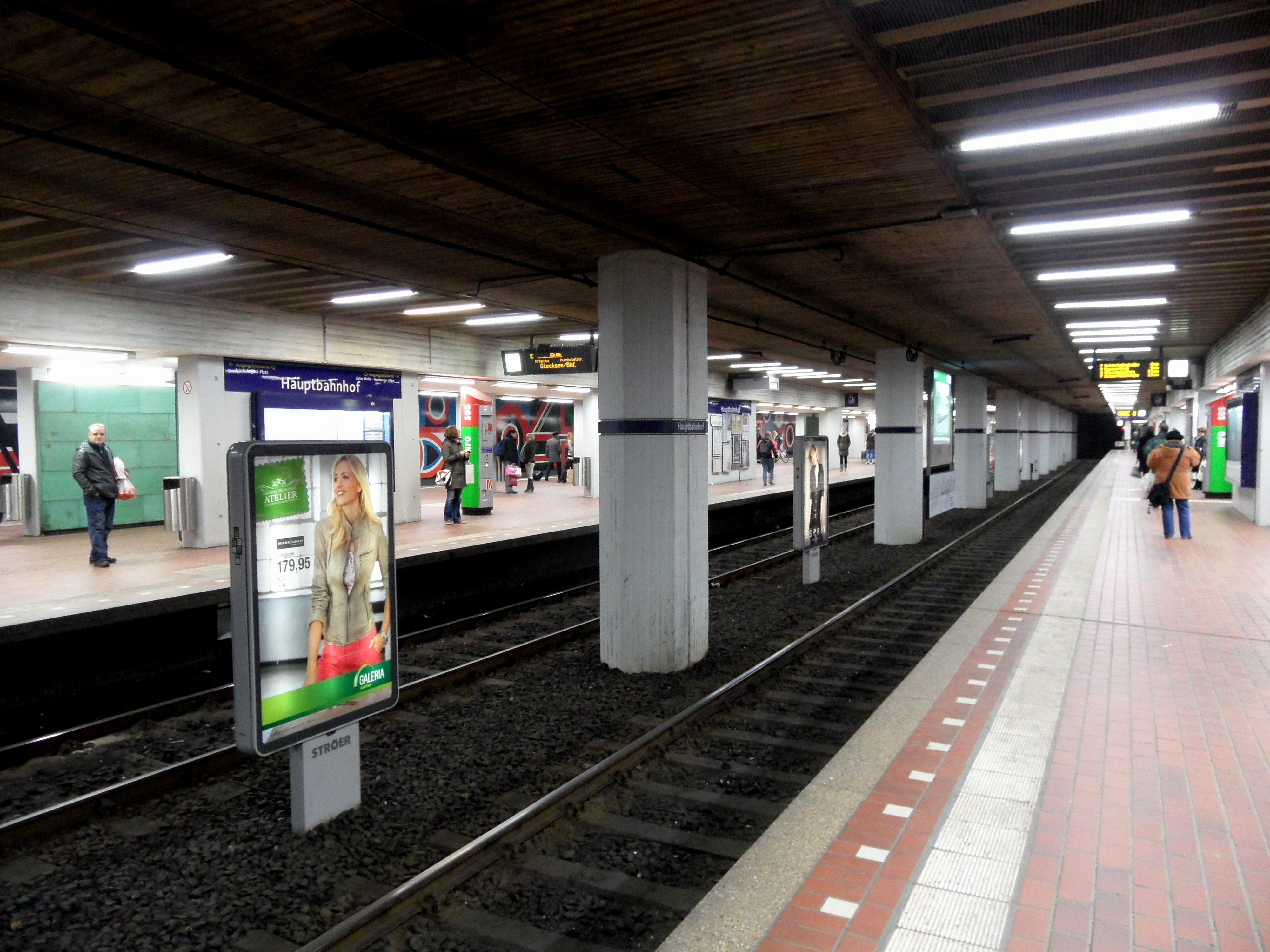
Premetrostation Hauptbahnhof (2012)

Noordelijk van het station bevindt zich sinds 1976 het premetrostation "Hauptbahnhof" met 4 perronsporen (2 eilandperrons), voor de trajecten A en B. Noordelijk van het station liggen twee keersporen, voor de lijnen 8 en 18. Er bestaat ook de mogelijkheid om te wisselen tussen het A- en B-traject, maar deze komt vanaf 1995 niet meer in de dienstregeling voor.
Bij de bouw van de tunnel voor de A- en B-trajecten rekening gehouden met een andere tunnel. Dit geplande D-traject ligt in ruwbouw onder het premetrostation dat nu gebruikt wordt.
Voor de lijnen 10 en 17 is er aan de voorzijde van het station op straatniveau een tramhalte.
| Lijn   | Route |
| ------ | --- |
| 1      | Langenhagen – Büttnerstraße – Hauptbahnhof – Kröpcke – Aegidientorplatz – Bothmerstraße – Laatzen/Eichstraße/Bahnhof – Laatzen – Rethen/Nord – Sarstedt |
| 2      | Alte Heide – Büttnerstraße – Kröpcke – Hauptbahnhof – Aegidientorplatz – Bothmerstraße – Laatzen/Eichstraße/Bahnhof – Rethen/Nord – Rethen              |
| 3      | Altwarmbüchen – Paracelsusweg – Noltemeyerbrücke – Hauptbahnhof – Kröpcke – Waterloo – Allerweg – Wallensteinstraße – Wettbergen                        |
| 7      | Misburg – Paracelsusweg – Noltemeyerbrücke – Hauptbahnhof – Kröpcke – Waterloo – Allerweg – Wallensteinstraße – Wettbergen                              |
| 8 (18) | Hauptbahnhof – Kröpcke – Aegidientorplatz – Bothmerstraße – Messe/Nord                                                                                  |
| 9      | Fasanenkrug – Noltemeyerbrückee – Hauptbahnhof – Kröpcke – Waterloo – Schwarzer Bär – Empelde                                                           |
| 10     | Ahlem – Glocksee – Goetheplatz – Steintor – Hauptbahnhof – Aegidientorplatz                                                                             |
| 17     | Wallensteinstraße – Allerweg – Schwarzer Bär – Humboldstraße – Goetheplatz – Steintor – Hauptbahnhof – Aegidientorplatz                                 |

## Binnenstedelijke verbindingen
Noordelijk van het station aan de Raschplatz ligt het centrale busstation van Hannover. Hier stoppen naast de stadsbussen ook langeafstandsbussen en touringcars. Op het Ernst-August-Platz halteren de stadsbuslijnen 10 en 17, ook de Üstra-buslijnen 121, 128 en 134 stoppen hier.
Naast de onderdoorgang in de Fernroder Straße bevindt zich onder de sporen een fietsenstalling. Hier kunnen fietsen worden gestald, gehuurd en er is een fietsenmaker aanwezig. Een andere grote fietsenstalling zit in de parkeergarage aan de Raschplatz.
Deze parkeergarage aan de Raschplatz biedt in totaal 1.000 parkeerplaatsen aan. Daarnaast zijn er nog vier parkeergarages en een parkeerkelder in de nabije omgeving. In de parkeerkelder zijn er deelauto's beschikbaar.
Op het Ernst-August-Platz zijn er twee taxistandplaatsen, een andere standplaats bevindt zich bij de noorduitgang aan de Raschplatz.

## Overig

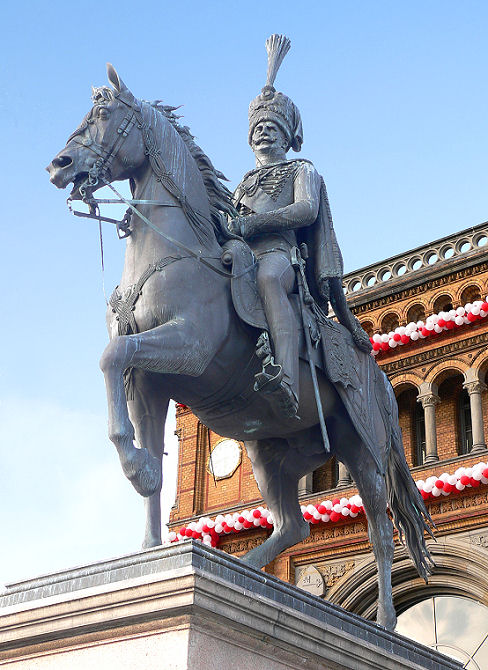
Ruiterstandbeeld van Ernst August I (2005)

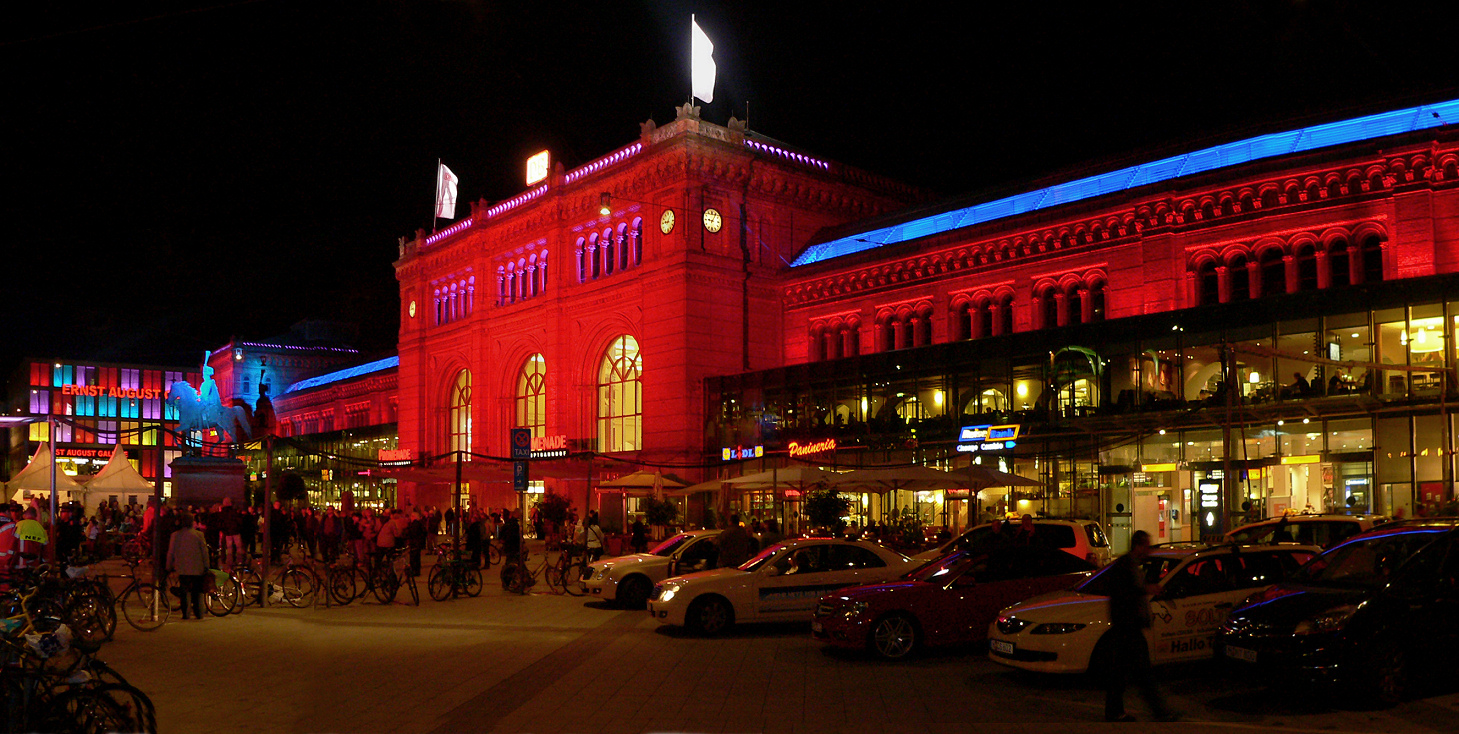
Lichtshow voor de tienjarige jubileum van de verbouwing van het station (2010)

Er bestaat de mogelijkheid het hoofdstation aan de noordzijde met een perron met twee sporen uit te breiden. De optie wordt opengehouden, zeker wanneer de onderhoud aan het station begint, maar aan concrete plannen ontbreekt het.  
Naast het Reisezentrum (OV-Servicewinkel) is er een DB Lounge voor reizigers van de eerste klas. 
Een belangrijke ontmoetingspunt in Hannover is "Unterm Schwanz" (onder de staart). Hiermee wordt het beeld van Ernst August I van Hannover die op een paard zit voor het station. 
In 1967 schilderde Gerhard Richter het station voor een ansichtkaart na. Hij maakte daarnaast een jaarlijkse beeld in form van een Offset-Lithografie voor de Kunstvereniging Hannover. Het beeld is grijs en wordt gekenmerkt door het voor Richter in de jaren '60 typische realistische penseelvoering.